# Filip Bednarek
Filip Bednarek (ur. 26 września 1992 w Słupcy) – polski piłkarz występujący na pozycji bramkarza w Sparcie Rotterdam.

## Kariera piłkarska

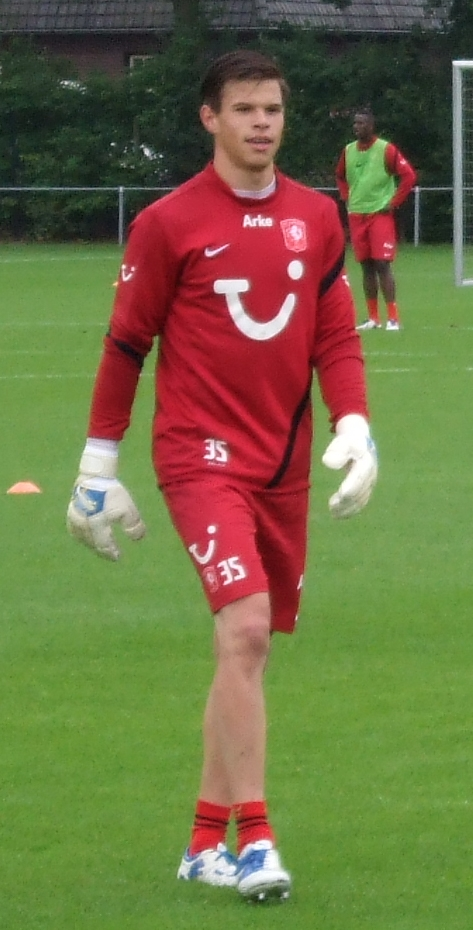
Lipiec 2012

W wieku 15 lat został zawodnikiem akademii FC Twente. Wcześniej grał w Sokole Kleczew i w Amice Wronki. W „seniorskiej” drużynie FC Twente zadebiutował 6 grudnia 2012 w meczu Ligi Europy UEFA przeciwko Helsingborgs IF. Następnie zagrał dla drużyny Jong Twente w 31 meczach, nie rozegrał potem ani jednego meczu w „seniorskiej” drużynie FC Twente. Bednarek przestał być zawodnikiem „De Tukkers” 5 lipca 2015.
5 lipca 2015 podpisał roczny kontrakt z FC Utrecht z opcją przedłużenia o kolejny sezon. 22 września 2015 zadebiutował w zespole „Utreg”. Łącznie w barwach tej drużyny zagrał w 11 meczach.
19 lipca 2016 został zawodnikiem De Graafschap. W barwach tej drużyny zagrał w 81 meczach.
19 lipca 2018 został zawodnikiem sc Heerenveen. 2 lutego 2020 zadebiutował w barwach „Dumy Fryzji”. Ostatecznie zagrał w 6 meczach tej drużyny.
5 czerwca 2020 został piłkarzem Lecha Poznań. Podpisał kontrakt do końca czerwca 2022 z opcją przedłużenia o kolejny sezon. W sezonie 2020/2021 Lech Poznań awansował do fazy grupowej Ligi Europy UEFA, a Bednarek zagrał we wszystkich czterech meczach fazy kwalifikacyjnej do tych rozgrywek.
23 czerwca 2025 został zawodnikiem holenderskiego klubu Sparta Rotterdam.

## Statystyki kariery
| Klub               | Sezon              | Liga               | Liga  | Liga   | Puchar kraju | Puchar kraju | Kontynentalne | Kontynentalne | Inne  | Inne   | Suma  | Suma   |
| Klub               | Sezon              |                    | Mecze | Bramki | Mecze        | Bramki       | Mecze         | Bramki        | Mecze | Bramki | Mecze | Bramki |
| ------------------ | ------------------ | ------------------ | ----- | ------ | ------------ | ------------ | ------------- | ------------- | ----- | ------ | ----- | ------ |
| FC Twente          | 2011/2012          | Eredivisie         | 0     | 0      | 0            | 0            | 0             | 0             | —     | —      | 0     | 0      |
| FC Twente          | 2012/2013          | Eredivisie         | 0     | 0      | 0            | 0            | 1             | 0             | —     | —      | 1     | 0      |
| FC Twente          | 2013/2014          | Eredivisie         | 0     | 0      | 0            | 0            | —             | —             | —     | —      | 0     | 0      |
| FC Twente          | 2014/2015          | Eredivisie         | 0     | 0      | 0            | 0            | 0             | 0             | —     | —      | 0     | 0      |
| FC Twente          | Łącznie            | Łącznie            | 0     | 0      | 0            | 0            | 1             | 0             | —     | —      | 1     | 0      |
| Jong FC Twente     | 2013/2014          | Eerste divisie     | 15    | 0      | —            | —            | —             | —             | —     | —      | 15    | 0      |
| Jong FC Twente     | 2014/2015          | Eerste divisie     | 16    | 0      | —            | —            | —             | —             | —     | —      | 16    | 0      |
| Jong FC Twente     | Łącznie            | Łącznie            | 31    | 0      | —            | —            | —             | —             | —     | —      | 31    | 0      |
| FC Utrecht         | 2015/2016          | Eredivisie         | 9     | 0      | 2            | 0            | —             | —             | —     | —      | 11    | 0      |
| De Graafschap      | 2016/2017          | Eerste divisie     | 38    | 0      | 1            | 0            | —             | —             | —     | —      | 39    | 0      |
| De Graafschap      | 2017/2018          | Eerste divisie     | 38    | 0      | 0            | 0            | —             | —             | 42    | 0      | 42    | 0      |
| De Graafschap      | Łącznie            | Łącznie            | 76    | 0      | 1            | 0            | —             | —             | 4     | 0      | 81    | 0      |
| sc Heerenveen      | 2018/2019          | Eredivisie         | 0     | 0      | 0            | 0            | —             | —             | —     | —      | 0     | 0      |
| sc Heerenveen      | 2019/2020          | Eredivisie         | 6     | 0      | 1            | 0            | —             | —             | —     | —      | 7     | 0      |
| sc Heerenveen      | Łącznie            | Łącznie            | 6     | 0      | 1            | 0            | —             | —             | —     | —      | 7     | 0      |
| Lech Poznań        | 2020/2021          | Ekstraklasa        | 15    | 0      | 3            | 0            | 101           | 0             | —     | —      | 28    | 0      |
| Lech Poznań        | 2021/2022          | Ekstraklasa        | 20    | 0      | 1            | 0            | —             | —             | —     | —      | 21    | 0      |
| Lech Poznań        | Łącznie            | Łącznie            | 35    | 0      | 4            | 0            | 10            | 0             | —     | —      | 49    | 0      |
| Łącznie w karierze | Łącznie w karierze | Łącznie w karierze | 158   | 0      | 8            | 0            | 11            | 0             | 4     | 0      | 181   | 0      |

1 Wliczono el. Ligi Europy UEFA – 4 (0),  Liga Europy UEFA – 7 (0).
2 Wliczono baraże o awans/spadek – 4 (0).

## Sukcesy

### Lech Poznań
- Mistrzostwo Polski: 2021/2022

## Życie prywatne
Jest starszym bratem polskiego piłkarza – Jana (ur. 12 kwietnia 1996). 